# Stadsbrand van Middelburg (1492)
De stadsbrand van 1492 behoort tot de grootste branden die Middelburg geteisterd hebben.
Bij deze stadsbrand ging grote delen van de stad Middelburg verloren. Bijzonder triest was het afbranden van de Middelburgse abdij. Het grootste gedeelte, waaronder Zeelands oudste bibliotheek, die in deze abdij gevestigd was, brandde af. Kostbare handschriften verteerden in het vuur. Het monnikenwerk van eeuwen ging in enkele uren in rook op. Hiermee gingen ook de geschreven bronnen over de vroege geschiedenis van de stad verloren.